# El Mechira
El Mechira (în arabă المشيرة) este o comună din provincia Mila, Algeria.
Populația comunei este de 12.908 locuitori (2008).